# MJ (Original Broadway Cast Recording)
MJ (Original Broadway Cast Recording) è la colonna sonora del jukebox musical del 2021 MJ the Musical, incentrato su Michael Jackson. Mentre le canzoni sono prevalentemente di Michael Jackson le cover sono state fatte dall'orchestra, i produttori e gran parte degli attori.
Le registrazioni sono avvenute tra il 7 e l'8 febbraio 2022, per poi essere ufficialmente pubblicato il 15 luglio 2022. Uno snippet di Billie Jean è stato distribuito con il New York Times, l'album è stato nominato a un Grammy Award.

## Tracce
| Titolo                                                                    | Cover                                                                                       | Crediti                                                                                       | Durata |
| ------------------------------------------------------------------------- | ------------------------------------------------------------------------------------------- | --------------------------------------------------------------------------------------------- | ------ |
| Beat It                                                                   | Myles Frost, John Edwards, Ayana George, Apollo Levine, Tavon Olds-Sample, Lamont Walker II | Michael Jackson                                                                               | 2:45   |
| Jackson 5 Medley – The Love You Save / I Want You Back / ABC              | Christian Wilson, Devin Trey Campbell, John Edwards, Apollo Levine, Lamont Walker II        | Berry Gordy, Alphonso Mizell, Freddie Perren, Deke Richards (The Corporation)                 | 3:28   |
| I'll Be There                                                             | Ayana George, Christian Wilson, Myles Frost                                                 | Berry Gordy, Bob West, Willie Hutch, Hal Davis                                                | 3:32   |
| Don't Stop 'Til You Get Enough / Blame It on the Boogie / Dancing Machine | Myles Frost, Tavon Olds-Sample, MJ Company & Orchestra                                      | Michael Jackson, Mick Jackson, Dave Jackson, Elmar Krohn, Hal Davis, Don Fletcher, Dean Parks | 5:32   |
| Stranger in Moscow                                                        | Myles Frost, John Edwards, Ayana George, Apollo Levine, Tavon Olds-Sample                   | Michael Jackson                                                                               | 2:17   |
| You Can't Win                                                             | Antoine L. Smith, Tavon Olds-Sample. MJ Company & Orchestra                                 | Charlie Smalls                                                                                | 1:59   |
| I Can't Help It                                                           | Tavon Olds-Sample, Myles Frost                                                              | Stevie Wonder, Susaye Greene                                                                  | 2:28   |
| Keep the Faith                                                            | Apollo Levine, Tavon Olds-Sample, John Edwards, Ayana George, Lamont Walker II              | Michael Jackson, Glen Ballard, Siedah Garrett                                                 | 1:31   |
| Wanna Be Startin' Somethin'                                               | Tavon Olds-Sample, Myles Frost, MJ Company & Orchestra                                      | Michael Jackson                                                                               | 2:33   |
| Earth Song / They Don't Care About Us                                     | Myles Frost, MJ Company & Orchestra                                                         | Michael Jackson                                                                               | 3:36   |

| Titolo                                                                | Cover | Crediti | Durata |
| --------------------------------------------------------------------- | --- | --- | ------ |
| Billie Jean                                                           | Myles Frost, John Edwards, Ayana George, Apollo Levine, Tavon Olds-Sample, Lamont Walker II                                              | Michael Jackson | 3:27   |
| Smooth Criminal                                                       | Myles Frost, John Edwards, Ayana George, Apollo Levine, Tavon Olds-Sample, Lamont Walker II                                              | Michael Jackson | 2:31   |
| Victory Tour – For the Love Of Money / Can You Feel It                | Quentin Earl Darrington, Tavon Olds-Sample, Raymond Baynard, John Edwards, Ayana George, Apollo Levine, Lamont Walker II, Zelig Williams | Michael Jackson, Jackie Jackson, Kenneth Gamble, Leon Huff, Anthony Jackson, Eddie Levert, Walter Williams, Eric Grant (The O'Jays) | 3:06   |
| Keep the Faith (Reprise)                                              | Myles Frost, Quentin Earl Darrington, MJ Company & Orchestra                                                                             | Michael Jackson, Glen Ballard, Siedah Garrett                                                                                       | 1:49   |
| She's Out of My Life                                                  | Myles Frost, Tavon Olds-Sample | Tom Bahler | 2:58   |
| Human Nature                                                          | Myles Frost, Whitney Bashor, MJ Company & Orchestra                                                                                      | Steve Porcaro, John Bettis | 2:34   |
| Bad / 2Bad                                                            | Myles Frost, MJ Company & Orchestra | Michael Jackson, Dallas Austin, Bruce Swedien, René Moore                                                                           | 1:30   |
| Thriller                                                              | Myles Frost, Christian Wilson, Quentin Earl Darrington, John Edwards, Apollo Levine, Tavon Olds-Sample, Lamont Walker II                 | Rod Temperton | 4:01   |
| Man in the Mirror                                                     | MJ Company & Orchestra | Glen Ballard, Siedah Garrett | 4:07   |
| Finale – Jam / Black or White / Wanna Be Startin' Somethin' (Reprise) | MJ Company & Orchestra | Michael Jackson, René Moore, Bruce Swedien, Teddy Riley, Bill Bottrell                                                              | 3:55   |

## Personale

### Apparizioni (cast)
- Myles Frost (Michael Jackson)
- Ayana George (Katherine Jackson)
- Christian Wilson (Little Michael)
- Tavon Olds-Sample (Teenage Michael)
- Antoine L. Smith (Berry Gordy/Nick)
- Apollo Levine (Quincy Jones/Tito Jackson)
- Quentin Earl Darrington (Joe Jackson/Rob)
- Whitney Bashor (Rachel)
- Trey Campbell (Little Marlon)
- John Edwards (Jackie Jackson)
- Lamont Walker II (Jermaine Jackson)

### Produzione
- Jason Michael Webb, David Holchenberg – direttore d'orchestra
- Derrick Lee, Alex Ghenea – produttore

### Musicisti
- John Edwards, Ayana George – voce solista
- Jason Michael Webb, Michael O. Mitchell – tastiere
- Alex Nolan, Jeffrey Lee Campbell – chitarra ritmica
- Cheiton Grey – basso elettrico
- Andrew Atkinson – batterie
- Wilson Torres – percussioni
- Bradon Wright, Jason Curry – ancia
- Tony Kadleck, Brian Pareschi – tromba
- Dannyl Hall – trombone
- Raymond Baynard, Zelig Williams – voce di supporto (Ensemble)
- numerosi musicisti – orchestra, comparsa

### Altre partecipazioni
- Lia Vollack, John Branca, John McClain – produttore esecutivo
- Estate of Michael Jackson

## Classifiche
| Classifica                 | Posizione |
| -------------------------- | --------- |
| US Cast Albums (Billboard) | 1         |
| UK                         | 88        |

## Premiazioni
| Anno | Premiazione   | Categoria                            | Risultato |
| ---- | ------------- | ------------------------------------ | --------- |
| 2023 | Grammy Awards | Miglior album di un musical teatrale | Nominato  |